# 2-Isobutyl-3-methoxypyrazin
2-Isobutyl-3-methoxypyrazin ist eine chemische Verbindung aus der Gruppe der Pyrazine.

## Vorkommen

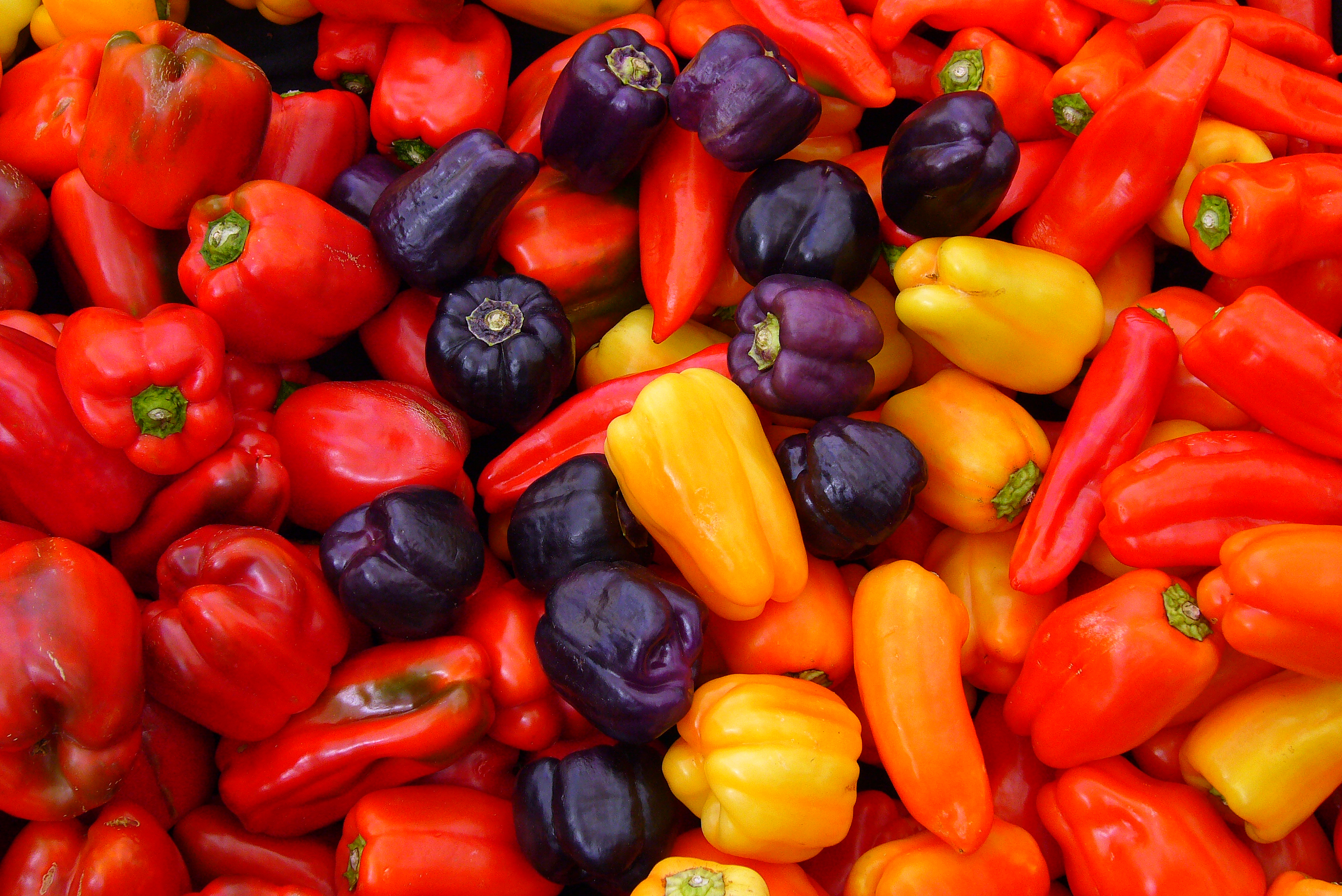
Spanischer Pfeffer enthält natürlicherweise 2-Isobutyl-3-methoxypyrazin

2-Isobutyl-3-methoxypyrazin ist der wichtigste charakteristische Geschmacks-/Aromabestandteil von Paprika. Er kommt auch in Spanischem Pfeffer Capsicum frutescens frischen Jalapeno-Paprika, Ofenkartoffeln und Wein vor.

## Gewinnung und Darstellung
Die Verbindung kann durch Kondensation von Leucinamid mit Glyoxal und anschließender Methylierung mit Diazomethan hergestellt werden.

## Eigenschaften
2-Isobutyl-3-methoxypyrazin ist eine farblose Flüssigkeit, die in Wasser löslich ist.

## Verwendung
2-Isobutyl-3-methoxypyrazin wird als Aromastoff verwendet.